# Maria Botelho Moniz
Maria da Pureza Vaz Raposo Botelho Moniz é uma apresentadora de televisão e atriz portuguesa.

## Biografia
Nascida em Lisboa, sendo uma de cinco irmãos, tem vários antepassados que são figuras da História de Portugal. 
Aos 18 anos foi viver sozinha para os EUA, tendo estudado no Conservatório de Teatro da American Musical and Dramatic Academy, em Nova Iorque, e concluído o curso em Los Angeles.
Em Portugal estreou-se na série on-line ‘T2 para 3’.
Deu os primeiros passos junto do grande público em 2008, quando participou como atriz na na telenovela Podia Acabar o Mundo, da SIC.  Ainda na ficção da estação, em 2010, fez uma participação especial na novela Laços de Sangue, vencedora de um Emmy Award.
Três anos depois, em 2011 estreava-se como apresentadora do programa Curto Circuito, na SIC Radical.
Em 2014, estreia-se no cinema, no filme de comédia Mau Mau Maria. Mais tarde, seguem-se outros filmes, como Solum (2019) e Irregular (2021), com realização de Diogo Morgado.
De novo na SIC generalista, em 2015, surgiu no programa Grande Tarde, no qual era apresentadora substituta, ao lado de João Baião, durante as ausências de Andreia Rodrigues. No mesmo ano reforça as manhãs do canal, como repórter do programa Queridas Manhãs, faz coberturas de emissões especiais e junta-se ao painel de comentadores de Passadeira Vermelha, onde se manteve até 2020.
Em 2017, substitui Rita Ferro Rodrigues na condução do programa da tardes da SIC, Juntos à Tarde, ao lado de João Baião. Dois anos depois, integra o programa Olhó Baião!, como repórter de exteriores.
Após 12 anos a trabalhar com a SIC, a 6 de março de 2020, a TVI confirma a sua mudança para o canal. Na estação de Queluz de Baixo, inicia o seu percurso na TVI com a apresentação da edição extra do Inicia o seu percurso na TVI com a apresentação da edição extra do Big Brother 2020 e do Big Brother - A Revolução. e do Big Brother - A Revolução.  No mesmo ano também é escolhida para apresentar o Você na TV! nas ausências de Manuel Luís Goucha e, aos domingos, faz parte da equipa de apresentadores do Somos Portugal.
Entre 2021 e 2023, surge na companhia de Cláudio Ramos no programa de day-time Dois às 10, novo formato para as manhãs da TVI, sucessor do Você na TV!, de Goucha e Cristina Ferreira.
Em 2023 a apresentadora é escolhida para apresentar o novo reality show da TVI  A Ex-Periência.
Em finais desse ano, decorrente da licença de maternidade e das alterações de estratégia da TVI, a apresentadora abandona inicialmente temporariamente e depois em definitivo o programa Dois às 10 e é escolhida para assumir a apresentação dos blocos diários de fim de tarde do Big Brother 2024.  Posteriormente, a apresentadora continua na apresentação dos blocos diários de fim de tarde e posteriormente também do "Especial" de sexta feira dos reality shows: Dilema, Secret Story - Casa dos Segredos (8.ª edição), Secret Story - Desafio Final 5 e Big Brother 2025.
Em março de 2025, apresenta o reality-show prévio ao Big Brother 2025, denominado Quem vai Entrar? na TVI.
Entre o final de junho e o início de setembro de 2025, apresenta na TVI a edição especial do reality-show Big Brother Verão .

## Família e vida pessoal
Filha de José Botelho Moniz e de Maria Cabral Raposo. 
Do lado materno, a sua bisavó é Pureza José de Mello, filha de D. António Vasco de Melo da Silva César e Menezes, pretendente ao titulo de Conde de São Lourenço; família com vários antepassados alta aristocracia portuguesa, conhecida como os Mellos. 
A sua avó materna, Luíza Maria Freire Cabral Vaz Raposo, foi uma das primeiras mulheres portuguesas a desempenhar funções como deputada no Parlamento, eleita nas listas da Aliança Democrática, por indicação do CDS, então liderado por Diogo Freitas do Amaral, em 1980.
Do lado paterno, o seu bisavó é Jorge Augusto Botelho Moniz, oficial do Exército e fundador do Rádio Clube Português. 
O seu tio-avô paterno Júlio Botelho Moniz, foi Ministro de Salazar, posteriormente demitido na sequência da sua implicação num golpe de Estado que visava a destituição de Salazar, conhecido precisamente como Golpe Botelho Moniz.
Na família paterna encontram-se o seu tio-avô Júlio Botelho Moniz, que depois de ter sido Ministro do Estado Novo, seria responsável pela tentativa de golpe de Estado contra Salazar conhecida como Golpe Botelho Moniz.
Já a família materna tem antepassados na alta aristocracia portuguesa (Condes de São Lourenço e Marqueses de Sabugosa).
Em 17 de Novembro de 2023, com 39 anos, nasceu o seu primeiro filho, Vicente, fruto da sua relação com o atleta de motociclismo Pedro Bianchi Prata, então com 50 anos.

## Televisão
| Ano                | Canal            | Projeto                                           | Função                                                                           |
| ------------------ | ---------------- | ------------------------------------------------- | -------------------------------------------------------------------------------- |
| 2008 - 2009        | SIC              | Podia Acabar o Mundo                              | Atriz, no papel de Inês da Câmara Fortunato Álvares Simões (Elenco Principal)    |
| 2010               | SIC              | Laços de Sangue                                   | Atriz, no papel de Alice Caldas Ribeiro Dantas (Elenco Principal)                |
| 2011               | RTP1             | Maternidade                                       | Atriz, no papel de Soraia Martins (Atriz convidada)                              |
| 2011 - 2014        | SIC Radical      | Curto Circuito                                    | Apresentadora                                                                    |
| 2014               | SIC Radical      | Festival MEO Sudoeste                             | Repórter                                                                         |
| 2015 - 2016        | SIC              | Grande Tarde                                      | Repórter                                                                         |
| 2015 - 2018        | SIC              | Queridas Manhãs                                   | Repórter                                                                         |
| 2015 / 2018        | SIC Radical      | Sumol Summer Fest                                 | Repórter                                                                         |
| 2015 / 2017 - 2019 | SIC Radical      | Super Bock Super Rock                             | Repórter                                                                         |
| 2015               | SIC              | Grande Tarde                                      | Apresentadora nas ausências de Andreia Rodrigues                                 |
| 2015 - 2020        | SIC Caras / SIC  | Passadeira Vermelha                               | Comentadora                                                                      |
| 2016 / 2018 - 2019 | SIC Radical      | Rock in Rio                                       | Repórter                                                                         |
| 2017               | SIC              | Juntos à Tarde                                    | Apresentadora nas ausências de Rita Ferro Rodrigues                              |
| 2017               | RTP1             | Sim, Chef!                                        | Atriz, no papel de Teresa Moreira (Elenco Adicional)                             |
| 2018               | SIC Radical      | Curto Circuito                                    | Apresentadora Esporádica                                                         |
| 2018               | SIC              | Queridas Manhãs                                   | Apresentadora da rubrica "Jornal Rosa"                                           |
| 2018 - 2020        | SIC              | Boa Cama Boa Mesa                                 | Redatora                                                                         |
| 2018               | RTP1             | Excursões Air Lino                                | Atriz, no papel de Médica (Elenco Adicional)                                     |
| 2019               | SIC Radical      | Irritações                                        | Apresentadora substituta                                                         |
| 2019 - 2020        | SIC              | Olhó Baião!                                       | Repórter de Exteriores                                                           |
| 2019               | SIC / SIC Mulher | Eu Quero Arrumar                                  | Apresentadora                                                                    |
| 2019               | SIC              | Golpe de Sorte                                    | Atriz Convidada                                                                  |
| 2020               | TVI              | BB Zoom                                           | Apresentadora dos "BB Mag" e "BB Fora d'Horas"                                   |
| 2020               | TVI              | Big Brother 2020                                  | Apresentadora dos "BB Extra" e "BB A Hora das Decisões"                          |
| 2020               | TVI              | Você na TV!                                       | Apresentadora nas ausências de Manuel Luís Goucha                                |
| 2020               | TVI              | A Tarde é Sua                                     | Apresentadora de uma emissão na ausência de Fátima Lopes                         |
| 2020 - 2021        | TVI              | Somos Portugal                                    | Apresentadora esporádica                                                         |
| 2023               | TVI              | Somos Portugal                                    | Apresentadora esporádica                                                         |
| 2020               | TVI              | Big Brother - A Revolução                         | Apresentadora dos "Última Hora", "Extra" e "Especial"                            |
| 2021 - 2023        | TVI              | Dois às 10                                        | Apresentadora ao lado de Cláudio Ramos                                           |
| 2021               | TVI              | Em Família                                        | Apresentadora com Cláudio Ramos e Manuel Luís Goucha                             |
| 2022 - 2024        | TVI              | Goucha                                            | Apresentadora nas ausências de Manuel Luís Goucha                                |
| 2022               | TVI              | Big Brother 2022                                  | Apresentadora dos "Última Hora" e "Diário", em substituição de Mafalda de Castro |
| 2023               | TVI              | A Ex-Periência                                    | Apresentadora                                                                    |
| 2024               | TVI              | Big Brother 2024                                  | Apresentadora dos "A Escolha" e "Diário"                                         |
| 2024               | TVI              | Big Brother 2024                                  | Apresentadora do "Especial", em substituição de Cláudio Ramos                    |
| 2024               | TVI              | Big Brother 2024                                  | Apresentadora do "Última Hora", em substituição de Alice Alves                   |
| 2024               | TVI              | Dilema                                            | Apresentadora do "Diário"                                                        |
| 2024               | TVI              | Dilema                                            | Apresentadora do "Última Hora", em substituição de Alice Alves                   |
| 2024               | TVI              | Dilema                                            | Apresentadora do "Especial", em substituição de Manuel Luís Goucha               |
| 2024               | TVI              | Secret Story - Casa dos Segredos (8.ª edição)     | Apresentadora do "Diário"                                                        |
| 2024               | TVI              | Secret Story - Casa dos Segredos (8.ª edição)     | Apresentadora do "Especial" de sexta-feira                                       |
| 2024               | TVI              | Secret Story - Casa dos Segredos (8.ª edição)     | Apresentadora do "Última Hora", em substituição de Alice Alves                   |
| 2025               | TVI              | Secret Story - Casa dos Segredos: Desafio Final 5 | Apresentadora do "Diário"                                                        |
| 2025               | TVI              | Secret Story - Casa dos Segredos: Desafio Final 5 | Apresentadora do "Especial" de sexta-feira                                       |
| 2025               | TVI              | Secret Story - Casa dos Segredos: Desafio Final 5 | Apresentadora do "Última Hora", em substituição de Mafalda de Castro             |
| 2025               | TVI              | Quem vai Entrar?                                  | Apresentadora                                                                    |
| 2025               | TVI              | Big Brother 2025                                  | Apresentadora do "Diário"                                                        |
| 2025               | TVI              | Big Brother 2025                                  | Apresentadora do "Especial" de sexta-feira                                       |
| 2025               | TVI              | Big Brother 2025                                  | Apresentadora do "Especial", em substituição de Cláudio Ramos                    |
| 2025               | TVI              | Big Brother 2025                                  | Apresentadora do "Última Hora", em alternância com Alice Alves                   |
| 2025               | TVI              | Big Brother 2025                                  | Apresentadora do "Especial" de sábado, em alternância com Mafalda de Castro      |
| 2025 - presente    | TVI              | Big Brother Verão                                 | Apresentadora                                                                    |

Outros/Especiais
| Ano        | Canal       | Projeto                                                   | Função                                                                  |
| ---------- | ----------- | --------------------------------------------------------- | ----------------------------------------------------------------------- |
| 2008       | Sapo Web TV | T2 para 3                                                 | Atriz, no papel de Paty                                                 |
| 2014       | SIC         | Grande Natal                                              | Repórter                                                                |
| 2015       | SIC         | Aniversário SIC                                           | Co-Apresentadora                                                        |
| 2016       | SIC         | Globos de Ouro                                            | Repórter                                                                |
| 2016       | SIC Radical | Grammys                                                   | Repórter                                                                |
| 2016       | SIC Radical | RFM Somnii                                                | Repórter                                                                |
| 2016       | SIC         | Estamos Juntos                                            | Co-Apresentadora                                                        |
| 2017       | SIC Caras   | Globos de Ouro 2017                                       | Repórter                                                                |
| 2017       | SIC         | Juntos Por Todos                                          | Repórter                                                                |
| 2017       | SIC         | 25 Anos SIC                                               | Repórter                                                                |
| 2018       | SIC         | Queridas Manhãs - Especial Páscoa                         | Co-Apresentadora                                                        |
| 2018       | SIC         | Sextas Mágicas - Especial Natal                           | Apresentadora ao lado de João Baião                                     |
| 2020       | TVI         | Nunca Desistir                                            | Apresentadora ao lado de Manuel Luís Goucha                             |
| 2020       | TVI         | Quer o Destino                                            | Participação Especial                                                   |
| 2020       | TVI         | Todos por Todos: Missão Continente                        | Co-Apresentadora                                                        |
| 2020       | TVI         | Big Brother - A Revolução: Em Festa                       | Apresentadora ao lado de Mafalda de Castro                              |
| 2020       | TVI         | Somos Natal                                               | Co-Apresentadora                                                        |
| 2020       | TVI         | Mental Samurai - Estrelas de Natal                        | Concorrente                                                             |
| 2021       | TVI         | Estamos aqui, por si                                      | Apresentadora ao lado de Cláudio Ramos e Manuel Luís Goucha             |
| 2021       | TVI         | Parabéns, Portugal                                        | Co-Apresentadora                                                        |
| 2021       | TVI         | All Together Now                                          | Jurada Convidada                                                        |
| 2021       | TVI         | Joga Portugal                                             | Apresentadora e Repórter                                                |
| 2021       | TVI         | O Amor Acontece                                           | Apresentadora de emissão especial do "Diário", ao lado de Cláudio Ramos |
| 2021       | TVI         | Festa É Festa                                             | Participação Especial                                                   |
| 2021       | TVI         | A Festa                                                   | Apresentadora com Nuno Eiró                                             |
| 2021       | TVI         | Irregular                                                 | Atriz, Elenco Principal                                                 |
| 2022       | TVI         | TVI ComVida                                               | Co-Apresentadora                                                        |
| 2022       | TVI         | Parabéns TVI - 29° Aniversário                            | Co-Apresentadora                                                        |
| 2022       | TVI         | Especial Primavera                                        | Co-Apresentadora                                                        |
| 2022       | TVI         | 1 Ano de Festa                                            | Apresentadora com Cláudio Ramos                                         |
| 2022       | TVI         | Especial Casamento de Bruno de Carvalho e Liliana Almeida | Apresentadora com Manuel Luís Goucha e José Lopes                       |
| 2022       | TVI         | A Festa                                                   | Apresentadora com Nuno Eiró                                             |
| 2022/ 2024 | TVI         | Há Festa no Hospital                                      | Co-Apresentadora                                                        |
| 2023       | TVI         | Toda a Gente Me Diz Isso                                  | Participação Especial                                                   |
| 2023       | TVI         | Parabéns TVI - 30° Aniversário                            | Co-Apresentadora                                                        |
| 2023       | TVI         | Goucha - Especiais                                        | Apresentadora com Manuel Luís Goucha, Cláudio Ramos e Cristina Ferreira |
| 2023       | TVI         | 2 Anos de Festa                                           | Apresentadora com Manuel Luís Goucha                                    |
| 2023       | TVI         | A Filha                                                   | Participação Especial                                                   |
| 2023       | TVI         | Dois às 10 - Especiais                                    | Apresentadora com Cláudio Ramos, Manuel Luís Goucha e Cristina Ferreira |
| 2024       | TVI         | Parabéns TVI - 31° Aniversário                            | Co-Apresentadora                                                        |
| 2024       | TVI         | Congela                                                   | Concorrente convidada                                                   |
| 2025       | TVI         | Ano Novo, Vida Nova                                       | Apresentadora                                                           |
| 2025       | TVI         | Parabéns TVI - 32° Aniversário                            | Apresentadora                                                           |

## Cinema
| Ano  | Filme         | Papel   | Notas                              |
| ---- | ------------- | ------- | ---------------------------------- |
| 2014 | Mau Mau Maria | Beatriz | Dirigido por José Alberto Pinheiro |
| 2019 | Solum         | Sara    | Dirigido por Diogo Morgado         |
| 2021 | Irregular     | Carla   | Dirigido por Diogo Morgado         |